# فروگت، داربی‌شر
فروگت (به انگلیسی: Froggatt) یک روستا و محله مدنی در بریتانیا است که در Derbyshire Dales واقع شده‌است. فروگت ۲۰۴ نفر جمعیت دارد.